# Ред и закон: Одељење за специјалнe жртве (26. сезона)
Двадесетшеста сезона серије Ред и закон: Одељење за специјалне жртве ЦБС је наручио 21. марта 2024. заједно са двадесетчетвртом сезоном серије Ред и закон и биће у продукцији "Wolf Entertainment"-а. Премијерно је емитована од 3. октобра 2024. до 15. маја 2025. Састоји се од 22 епизоде. Ово је трећа и последња сезона у којој је Дејвид Грацијано био извршни продуцент. Кевин Кејн је унапређен у главну поставу пошто се појављивао епизодно у претходне две сезоне док се Џулијана Ејден Мартинез придружила главној постави почев од премијере сезоне.
Дана 6. маја 2025. године објављено је да ће ово бити последња сезона Октавија Писана у главној постави након четири сезоне. Такође је објављено да ће ово бити једина сезона Мартинезове у главној постави.

## Улоге

### Главне
- Мариска Харгитеј као Оливија Бенсон
- Ајс Ти као Фин Тутуола
- Питер Сканавино као Доминик Кариси мл.
- Октавио Писано као Џо Веласко
- Кевин Кејн као Тери Бруно
- Џулијана Ејден Мартинез као Кејт Силва

### Епизодне
- Кристофер Мелони као Елиот Стаблер (Епизода 19)
- Кели Гидиш као Аманда Ролинс (Епизодe 3, 8−9, 17, 20)

## Епизоде
| Бр. у серији | Бр. у сезони | Наслов                            | Редитељ           | Сценариста                                                                              | Премијерно емитовање | Прод. код | Гледаоци у САД (милиони) |
| --- | ------------ | --------------------------------- | ----------------- | --------------------------------------------------------------------------------------- | -------------------- | --------- | ------------------------ |
| 552 | 1            | "Слом"                            | Ноберто Барба     | Дејвид Грацијано и Џули Мартин                                                          | 3. октобар 2024.     | 2601      | 3.81                     |
| Екипа је позвана у студентски дом ван факултета и на место свирепог напада на троје студента права: Шели Хенсон, претучена на смрт чекићем, Дејмон Рејнолдс, у коми са траумом главе, а Елоди Витфилд, силована и истраумирана. Скривена камера је снимила њихову тројку, али не и напад. Непосредни осумњичени је њихов цимер Теди Хол, али они такође проналазе Сема Елиса који је инсталирао камеру. Више доказа, приватно видео сведочење, налази се у групи за оснаживање жена. Кариси покушава да ухвати оптуженог у лажи како би осигурао осуду. |              |                                   |                   |                                                                                         |                      |           |                          |
| 553 | 2            | "Ископавање"                      | Хуан Џ. Кампанела | Синопсис: Брендан Фини Сценарио: Дејвид Грацијано и Џули Мартин                         | 10. октобар 2024.    | 2602      | 3.77                     |
| Док је помагала својој породици да очисти дом из детињства, Меги Ендрус проналази стару свеску која покреће разорна потиснута сећања из времена када је имала само осам година, о њеном очуху, пензионисаном савезном судији Леонарду Ендрусу. Екипа истражује, али судија тврди да се он само окушао у писању измишљеног романа. Мегина мајка, др. Лилијан Ендрус, подржава његову страну приче и сви знају да је Меги алкохоличарка, нестабилна у свом послу и друштвеном животу. С обзиром на вишедеценијски злочин, подизање оптужнице је још теже за Карисија када је судија тражио заступника. |              |                                   |                   |                                                                                         |                      |           |                          |
| 554 | 3            | "Завади па владај"                | Марта Мичел       | Дејвид Грацијано и Џули Мартин                                                          | 17. октобар 2024.    | 2603      | 3.19                     |
| Наредница Ролинс држи састанак за Обавештајно одељење са својим новим ортаком детективом Винсом Корганом о четворочланој екипи за пљачку "злочиначких туриста" из Албаније. У међувремену, та иста екипа упада у кућу богатог власника ланца теретана Џејмса Флечера. Они га упуцавају, силују његову жену Нору док он и два пријатеља беспомоћно гледају па беже са 10 милиона злата. Ролинсин обавештајни одред и Бенсонин ОСЖ покрећу „завади па владај“ да би срушили екипу и открили ко их је унајмио. Осумњичени је пронађен, а Бенсон покушава да помогне Нори да се избори са траумом. |              |                                   |                   |                                                                                         |                      |           |                          |
| 555 | 4            | "Стезање"                         | Мајкл Смит        | Синопсис: Кендис Санчез-Мекфарлејн Сценарио: Дејвид Грацијано и Џули Мартин             | 24. октобар 2024.    | 2604      | 3.44                     |
| Шеснаестогодишњи Хана Бролин и Рајан Блејк имају романтичан састанак који се завршава у њеном дому уз благослов њене маме Алисон, али Хана завршава у болници са траговима гушења и потресом мозга. ОСЖ истражује како је то тако брзо постало тако ружно и ко је на крају одговоран. Када су два тринаестогодишња дечака покушала да угуше дванаестогодишњу Елис Квин, ударио ју је такси покушавајући да побегне. Један од дечака је Рајанов рођак који тврди да им Рајан показује порниће за гушење које је обезбедио његов отац Џош. Сада наоружан узрочно-последичном везом, Кариси диже оптужнице и пита Бенсонову за савет у вези са своје две ћерке које расту. |              |                                   |                   |                                                                                         |                      |           |                          |
| 556 | 5            | "Привреда срамоте"                | Џин де Сегонзек   | Синопсис: Брендан Фини Сценарио: Дејвид Грацијано и Џули Мартин                         | 31. октобар 2024.    | 2605      | 3.52                     |
| ТВ извештачицаа Келси Сомерс одлази на свој први састанак за годину дана пошто јој је веидба пропала, али постаје жртва ланца за сексерство и страхује да ће то окончати њену каријеру. Бенсонова јој помаже да се спусти са платформе и подстиче је да преузме контролу. ОСЖ открива још жртава ланца, а Веласко одлази на тајни задатак, представљајући се као богати ризични капиталиста из Мексикограда како би се пробио до вође ланца. Бенсонова има идеју како да помогне Келси да поврати контролу. |              |                                   |                   |                                                                                         |                      |           |                          |
| 557 | 6            | "Роршах"                          | Оскар Рене Лозоја | Синопсис: Николас П. Еванђелиста Сценарио: Дејвид Грацијано и Џули Мартин               | 7. новембар 2024.    | 2606      | 3.13                     |
| Агент ФБИ-ја Харисон „Кларк Кент“ Клеј посећује ОСЖ и тражи помоћ око случаја неколико утицајних људи из Лос Анђелеса и очигледно силовање у удаљеном кампу у округу Рокланд поред Апалачке стазе која се простире на четрнаест држава. Ели Хјуз је пронађена полугола и ударена каменом, а Крис Бекер је избоден близу његовог срца. Због Силвиног претходног искуства у Одељењу за убиства, Бенсонова је шаље на лице места у пратњи Веласка који изазива њене нагоне. Екипа почиње да доводи у питање разлику између ликова пара на мрежи и ван мреже пошто је Силва извршила претрагу која открива да су заустављени у Џорџији. Фин и Веласко разговарају са државним полицајцем Јонахом Нелсоном који открива њихов снимак камере на заустављању. Силва и Бруно прочешљају своје снимке на мрежи како би открили шта се заправо догодило. Крисова мама Вирџинија Бекер чини све што може да блокира истрагу и заштити свог сина. Бруно пита Силву шта ју је подстакло да пређе из Одељења за убиства у ОСЖ. |              |                                   |                   |                                                                                         |                      |           |                          |
| 558 | 7            | "Десетоструко"                    | Џонатан Херон     | Синопсис: Габријел Валехо Сценарио: Дејвид Грацијано и Џули Мартин                      | 14. новембар 2024.   | 2607      | 3.32                     |
| Волен Сајпс користи картицу коју јој је дао детектив Бруно да позове ОСЖ пошто је нападнута и силована. Фин и Бруно одговарају да пронађу серијског силоватеља. Кариси покушава да спречи педофила у сексуалном злочину пре него што га почини тако што је ангажовао Бенсонову у помоћ да истражи наставника на замени у основној школи Тимотија Котла. |              |                                   |                   |                                                                                         |                      |           |                          |
| 559 | 8            | "Угао (1. део)"                   | Хуан Џ. Кампанела | Дејвид Грацијано и Џули Мартин                                                          | 21. новембар 2024.   | 2608      | 4.23                     |
| Кариси, две матуранткиње Тес Милбурн и Елизабет Алден и продавац Али Имран узели су за таоце у продавници недавно пуштени осуђеник Бојд Линч и његов саучесник на условној слободи Деонте Мозли. Бенсонова, питајући се зашто Кариси касни, проверава продавницу и открива талачко стање. Кариси покушава да заштити таоце, али Бојд је ван разума, па Кариси покушава да убеди Мозлија. Ролинсова стиже на место талачког стања, а Бенсонова покушава ризичан план. |              |                                   |                   |                                                                                         |                      |           |                          |
| 560 | 9            | "Прво светло"                     | Ноберто Барба     | Дејвид Грацијано и Џули Мартин                                                          | 16. јануар 2025.     | 2609      | 4.55                     |
| Професор енглеског језика Харис Вернон и његова супруга Кетрин почињу дан расположени све док на вратима гараже нису пронашли исписану спрејом реч „Курво“. Када је Кетрин добила снимак њеног секса са странцем, чега се не сећа, они зову ОСЖ да пријаве силовање. Лажи и издаје откривају се на интернет форуму за брачне парове који су престали да имају секс под називом Синдром цимера. Кариси тражи од Ролинсова да њен стручњак за приписивање ауторства анализира карактеристике рукописа (граматику, синтаксу, интерпункцију) како би утврдио ко је позвао странца у Кетринин кревет. Кариси се бори са ПППС-ом због догађаја у продавници, а Бенсонова му помаже да се пробуди и врати послу који му је при руци. |              |                                   |                   |                                                                                         |                      |           |                          |
| 561 | 10           | "Главни кључ"                     | Ноберто Барба     | Синопсис: Николас Јеванђелиста Сценарио: Дејвид Грацијано и Џули Мартин                 | 23. јануар 2025.     | 2610      | 4.76                     |
| Када је шеснаестогодишњи Ентони Рид нестао из дома за дечаке Западног Харлема, екипа покушава да закључи да ли је побегао или је отет. Издаје се Амберин упозорење, а траг води до хотела где је бравар по имену Колин Кларк пронађен убијен. Ентонија затичу како држи пиштољ, а ОСЖ покушава да дође до истине упркос Ентонијевом низу лажи. Разговарају са директорком дома Аурор Милер и Ентонијевим службеником за социјални рад Мајклом Стрикландом док ОТП копа по телефонским и интернетским записима. Убрзо се открива истина о неуспеху система. |              |                                   |                   |                                                                                         |                      |           |                          |
| 562 | 11           | "Закључиво"                       | Оскар Рене Лозоја | Кети Доби                                                                               | 30. јануар 2025.     | 2611      | 3.94                     |
| Када се његова сестра Кира није вратила кући са посла, деветогодишњи Џеј Томпсон зове 11. станицу која га упућује на ОСЖ. Кира је пронађена у Милосрдној болници након сексуалног напада од стране Џима Хогана, генералног директора дружтва "Хеливат" за приградске хеликоптере који је наизглед приредио као „завршни поклон“ Френк Бејли из друштва "Америвоч". Појављује се систематски образац уцене и принуде. Кариси тражи од Бенсонове и Тутуоле да пронађу све прошле жртве, а сведок се јавља. Када изгледа као да би Бејлијеве оптужбе могле бити одбачене, Бенсонова тражи од заменице генералног директора "Америвоча" Грејс Калахан да уради праву ствар. |              |                                   |                   |                                                                                         |                      |           |                          |
| 563 | 12           | "Прорачунато"                     | Батан Силва       | Синопсис: Грег конталди Сценарио: Дејвид Грацијано и Џули Мартин                        | 13. фебруар 2025.    | 2612      | 3.99                     |
| Директор Хобс позива на разговор шеснаестогодишњег ученика средње школе "Харингтон" Илаја Сандерса због голе слике девојке послате преко телефонске апликације Писмо духова. Бенсонова и Силва разговарају са Илајем и шаљу његове телефоне ОТП-у. Силва и Бруно разговарају са Шерон Хејворд и њеном ћерком Леом која каже да је никада није послала Илају већ свом другу из разреда, учеику академије "Елсворт", Оливеру Бенксу. Оно што је почело као де минимис случај, прерастао је у велику операцију. ОТП проналази шездесет налога на Писму духова и открива дистрибутивну мрежу која укључује стотине малолетних ученика. ОСЖ проналази заједнички именилац у саветнику за пријем на факултет Адаму Паркеру који покушава да склопи нагодбу о признању кривице, али Кариси и Бенсонова се не слажу. Кариси жели да похапси педесет педофила којима је Паркер продао слике, а Бенсонова да уплете ФБИ, а можда чак и Интерпол. Паркер прекида, одустаје од апликације Виш крафтер, а ОСЖ се бави хапшењем педофила. Силва, међутим, моли за милост за Метјуа Дејлија, момка заосталог у развоју, за кога верује да је невин. Бенсонова и Кариси одлазе код Бакстера са захтевом. |              |                                   |                   |                                                                                         |                      |           |                          |
| 564 | 13           | "Упечатљив"                       | Хедер Квик        | Синопсис: Габријел Валехо Сценарио: Дејвид Грацијано и Џули Мартин                      | 20. фебруар 2025.    | 2613      | 3.84                     |
| Двоје средњошколаца нападнута су ножем, а девојка је силована у Хајбриџ парку у Вашингтон Хајтсу, близу Веласкове зграде. Веласко и Бруно истражују, док Силва и Фин разговарају са жртвама. Веласков комшија Дени Роха, претерано ревносни чувар и амбициозни полицајац, у затвору је зато што је напао осумњиченог пендреком. Веласкова заједница се диже у знак протеста са слоганима „Ослободите Роху“. Фин покушава да помогне Веласку да развије неке корене у заједници како би се изборио са њиховим бесом. Осумњичени је ослобођен. Веласко ослобађа Роху и они се удружују како би покрили комшилук. Убрзо након тога пријављен је други покушај силовања. |              |                                   |                   |                                                                                         |                      |           |                          |
| 565 | 14           | "План мреже"                      | Ноберто Барба     | Дејвида Грацијано и Џули Мартин                                                         | 27. фебруар 2025.    | 2614      | 3.81                     |
| Туристкиња са Средњег запада је жестоко нападнута на Тајмс скверу. Док екипа претражује подручје тражећи трагове, жртва преузима истрагу у своје руке. Тајни мотив прети да поремети Карисију случај. |              |                                   |                   |                                                                                         |                      |           |                          |
| 566 | 15           | "Подводна струја"                 | Марта Мичел       | Брендан Фини                                                                            | 13. март 2025.       | 2615      | 3.50                     |
| Сложен случај секса и употребе дрога дели екипу. Кариси мора да убеди пороту да се усредсреди на закон, а не на оптужбе оптуженог. |              |                                   |                   |                                                                                         |                      |           |                          |
| 567 | 16           | "Дозволите ми да опрпстим"        | Брена Малој       | Дејвид Грацијано и Џули Мартин                                                          | 20. март 2025.       | 2616      | 4.01                     |
| Докторка девојке у коми позива Одељење за специјалне болести када је открила да је њена пацијенткиња трудна. Бенсонова мора да убеди породицу да одбаци размишљање о чуду и сагледа чињенице. |              |                                   |                   |                                                                                         |                      |           |                          |
| 568 | 17           | "Одговорност саучесника (2. део)" | Хуан Џ. Кампанела | Дејвид Грацијано и Џули Мартин                                                          | 3. април 2025.       | 2617      | 3.36                     |
| Кариси покушава да остави по страни своју улогу тужиоца како би био сведок на суђењу. Бенсонова покушава да помогне жртви силовања која се опоравља од напада. |              |                                   |                   |                                                                                         |                      |           |                          |
| 569 | 18           | "Тужилац"                         | Марта Мичел       | Андреа Чијанавеј                                                                        | 10. април 2025.      | 2618      | 3.71                     |
| Када је човек сурово нападнут и спаљен, истрага Одељења за специјалне сврхе открива тајну стару неколико деценија. Бруно помаже младој сведокињи да пронађе храброст да иступи. |              |                                   |                   |                                                                                         |                      |           |                          |
| 570 | 19           | "Играње с' ватром (2. део)"       | Хуан Џ. Кампанела | Дејвид Грацијано и Џули Мартин                                                          | 17. април 2025.      | 2619      | 4.23                     |
| Одељење за специјалне жртве и 27. станица откривају низна силовања и убиства жена које живе на маргини, што наводи Карисија и ИПОТ Прајса да подигну више оптужби против осумњиченог. |              |                                   |                   |                                                                                         |                      |           |                          |
| 571 | 20           | "Шок огрлица"                     | Ноберто Барба     | Синопсис: Кети Доби и Кендис Санчез Мекфарлејн Сценарио: Дејвид Грацијано и Џули Мартин | 1. мај 2025.         | 2620      | 3.66                     |
| Одељење за специјалне жртве истражује да ли је крађа кола у коју је умешана млада девојка на задњем седишту била случајна или је у питању планирана отмица. |              |                                   |                   |                                                                                         |                      |           |                          |
| 572 | 21           | "Отвор"                           | Џин де Сегонзек   | Мајкл Карнс                                                                             | 8. мај 2025.         | 2621      | 3.56                     |
| Када је кроз прозор суседне зграде виђено напаствовање уз претњу пиштољем, екипа се труди да пронађе жртву како би потврдила да је безбедна. У међувремену, претња изнудом породици жртве доводи до шокантног осумњиченог. |              |                                   |                   |                                                                                         |                      |           |                          |
| 573 | 22           | "После беса"                      | Ноберто Барба     | Синопсис: Кели Минстер Сценарио: Дејвид Грацијано и Џули Мартин                         | 15. мај 2025.        | 2622      | 3.99                     |
| Одељење за специјалне жртве истражује низ сексуалних напада у ком су силоване психијатарке, а екипа слави унапређење. |              |                                   |                   |                                                                                         |                      |           |                          |

## Напомена
1. ↑  Епизода "Прорачунато" је унакрсна епизода са серијом Ред и закон.
2. ↑  Ово је други део дводелне епизоде "Играње с' ватром" која почиње у серији "Ред и закон".